# Elaiza
«Elaiza» — немецкая фолк-группа, которая представляла Германию на конкурсе песни «Евровидение 2014» с песней «Is It Right». В финале заняли 18 место.

## История возникновения группы
В 2000 году в возрасте восьми лет Эльжбета Штайнмец, родившаяся 1992 на Украине в городе Смела Черкасской области, после смерти отца-музыканта (вместе с мамой польского происхождения) переезжает в Польшу. С 16-ти лет она живёт в Саарланде и начинает работать вокалисткой на студии Valicon Studio в Берлине. В студии звукозаписи Эльжбета знакомится с баянисткой Ивонн Грюнвальд, которая родилась в Саксонии-Анхальт, а затем переехала учиться музыке в Берлин. Во время дегустации шнапса они случайно обнаружили висящее на стенде фото Натали Плёгер с контрабасом. Девушки встретились с Натали, прибывшей из Восточной Фризии, начали музицировать, выступать, и в начале 2013 года основали группу «Elaiza».

## Стиль группы
Стиль группы представляет собой гибрид традиционной и современной музыки различных жанров. При этом сочетаются восточно-европейский фольклор и современная поп-музыка. Сами музыканты группы «Elaiza» определяют свой стиль как неофольклор.

## Состав группы
- Эльжбета Штайнмец — вокал
- Ивонн Грюнвальд — баян
- Натали Плёгер — контрабас